# Rasheed Wallace
Rasheed Abdul Wallace (* 17. September 1974 in Philadelphia, Pennsylvania) ist ein ehemaliger US-amerikanischer Basketballspieler und heutiger -trainer. Als Spieler war er von 1995 bis 2013 in der US-Profiliga NBA aktiv. Wallace ist viermaliger NBA All-Star und konnte 2004 die NBA-Meisterschaft mit den Detroit Pistons gewinnen.

## Spielerkarriere

### Frühe Jahre
Wallace wurde in Philadelphia geboren und wuchs ebenfalls dort auf. Er besuchte die Simon Gratz High School und wurde im Jahr 1993 von der Zeitschrift USA Today zum High School Player of the Year ernannt. Obwohl er in seinem Senior-Jahr auf der High School nur 19 Minuten pro Partie auf dem Feld stand, erzielte er 16 Punkte, 15 Rebounds und 7 Blocks im Schnitt. Abgesehen von Basketball beschäftigte sich Wallace noch mit Leichtathletik und Hochsprung.
Wallace wurde von Coach Dean Smith von der University of North Carolina nach Chapel Hill, North Carolina rekrutiert. Er verbrachte nur zwei Jahre auf dem College, erregte durch die Wahl zum All-American aber nationale Aufmerksamkeit. 1995 führte er die Tar Heels gemeinsam mit seinem Mannschaftskollegen Jerry Stackhouse in das Final Four der NCAA Division I Basketball Championship.

### Washington Bullets (1995 bis 1996)
Nach seinen beiden Jahren auf dem College wurde er 1995 von den Washington Bullets an vierter Position gedraftet. In seiner ersten Saison nahm er an 65 Spielen der Bullets teil und stand bei 51 der Spiele sogar in der Startaufstellung für den verletzten Chris Webber. Im Rahmen des NBA All-Star Weekends wurde er für die NBA All-Star Weekend Rookie Challenge ausgewählt. Kurz vor Ende der Saison zog er sich eine schwere Daumenfraktur zu und musste bis zur nächsten Saison aussetzen. Dennoch wurde er für seine Leistungen im ersten Profijahr in das NBA All-Rookie Second Team berufen.

### Portland Trail Blazers (1996 bis 2004)
Nach seiner ersten Saison in der NBA wurde Wallace im Austausch für Rod Strickland zu den Portland Trail Blazers geschickt. Wallace glänzte bei den Blazers mit der drittbesten Trefferquote der Liga, doch er brach sich erneut den linken Daumen und musste einen Monat aussetzen. Er kehrte rechtzeitig für die Playoffs 1997 zurück und zeigte eine starke Leistung gegen die Los Angeles Lakers in der ersten Runde, doch die Blazers mussten sich ihren Gegnern geschlagen geben.
Vor der NBA-Saison 1997/98 unterzeichnete Wallace einen neuen Vertrag bei Portland und begann sich in die Gemeinde zu integrieren. So gründete er unter anderem die Rasheed Wallace Foundation. Dennoch litt seine Karriere unter seinem Auftreten auf und abseits des Spielfeldes. So gehörte Wallace neben anderen afrikanisch-amerikanischen Spielern wie Kobe Bryant und Shaquille O’Neal zu den ersten, die Anfang des 21. Jahrhunderts wegen der Länge ihrer Shorts von der NBA mit einer Geldstrafe belegt wurden. Der (weiße) Utah-Jazz-Spieler John Stockton musste für seine Hot Pants jedoch nie eine vergleichbare Strafe zahlen.
Mit 38 technischen Fouls stellte Wallace in der Saison 1999/00 einen neuen NBA-Rekord auf, den er ein Jahr später mit 40 technischen Fouls sogar überbieten konnte. Bis heute hält Wallace mit 304 den Rekord für die meisten technischen Fouls der NBA-Geschichte. In einem Playoff-Spiel gegen die Lakers hatte Wallace beispielsweise Referee Ron Garretson in die Augen gesehen, wofür dieser ihm ein technisches Foul für einen „einschüchternden Blick“ gab, was USC-Professor Todd Boyd mit dem Vorwurf des reckless eyeballings (rücksichtsloses Anstarren) verglich. Reckless eyeballing beinhaltete das Versäumnis des Niederschlagens der Lider gegenüber weißen Männern oder das Anstarren weißer Frauen und zu Jim-Crow-Zeiten konnten afrikanische Amerikaner dafür gelyncht werden. 2003 wurde Wallace von der NBA für sieben Spiele suspendiert, weil er den 2007 rechtskräftig wegen Bestechlichkeit zu 15 Monaten Haft verurteilten Schiedsrichter Tim Donaghy nach einem Heimspiel bedroht haben soll.
In seiner Zeit bei den Trail Blazers wurde Wallace zweimal zum NBA All-Star ernannt und führte die Mannschaft sowohl 1999 als auch 2000 bis in die Western Conference-Finals. Beide Male verloren sie gegen die Mannschaft, die später die NBA-Meisterschaft gewinnen würde.

### Atlanta Hawks (2004)
Am 9. Februar 2004 wurde Wallace zusammen mit Wesley Person im Tausch für Shareef Abdur-Rahim, Theo Ratliff und Dan Dickau zu den Atlanta Hawks geschickt. Wallace spielte nur ein einziges Spiel für Atlanta. In dieser Niederlage gegen die New Jersey Nets erzielte er 20 Punkte, 6 Rebounds, 5 Blocks, 2 Assists und einen Steal.

### Detroit Pistons (2004 bis 2009)
Einige Tage später landete Wallace nach einem drei Teams umfassenden Tausch mit den Boston Celtics und Detroit Pistons in Detroit. Er nahm an den letzten 22 Spielen der Pistons in der NBA-Saison 2003/04 teil und erzielte dabei 13,7 Punkte, 7 Rebounds, 2 Blocks, 1,8 Assists und 1.1 Steals im Schnitt pro Partie. Wallace erwies sich als genau der Spieler, den die Pistons gebraucht hatten, um es an die Spitze der NBA zu schaffen. Zusammen mit seinem Mannschaftskollegen Ben Wallace bildete er mit 4,89 Blocks pro Partie das beste Wurfblocker-Duo der Liga. In den Playoffs schafften die Pistons es durch die ersten beiden Runden und standen in den Eastern Conference-Finals den Indiana Pacers gegenüber. Nachdem die Pistons das erste Spiel verloren hatten, garantierte Wallace einen Sieg im zweiten Spiel ("We will win Game 2"). Er konnte sein Versprechen halten. Die Pistons schafften es in die NBA-Finals, in denen sie sich nach fünf Spielen gegen den Favoriten, die Los Angeles Lakers, durchsetzen und die NBA-Meisterschaft gewinnen konnten. Nach der Saison kaufte er nachgemachte WWE World Heavyweight Championship-Gürtel für sich und seine Mannschaftskameraden und akzeptierte eine Vertragsverlängerung um fünf Jahre im Gesamtwert von $57 Millionen und änderte seine Trikotnummer von 30 auf 36.

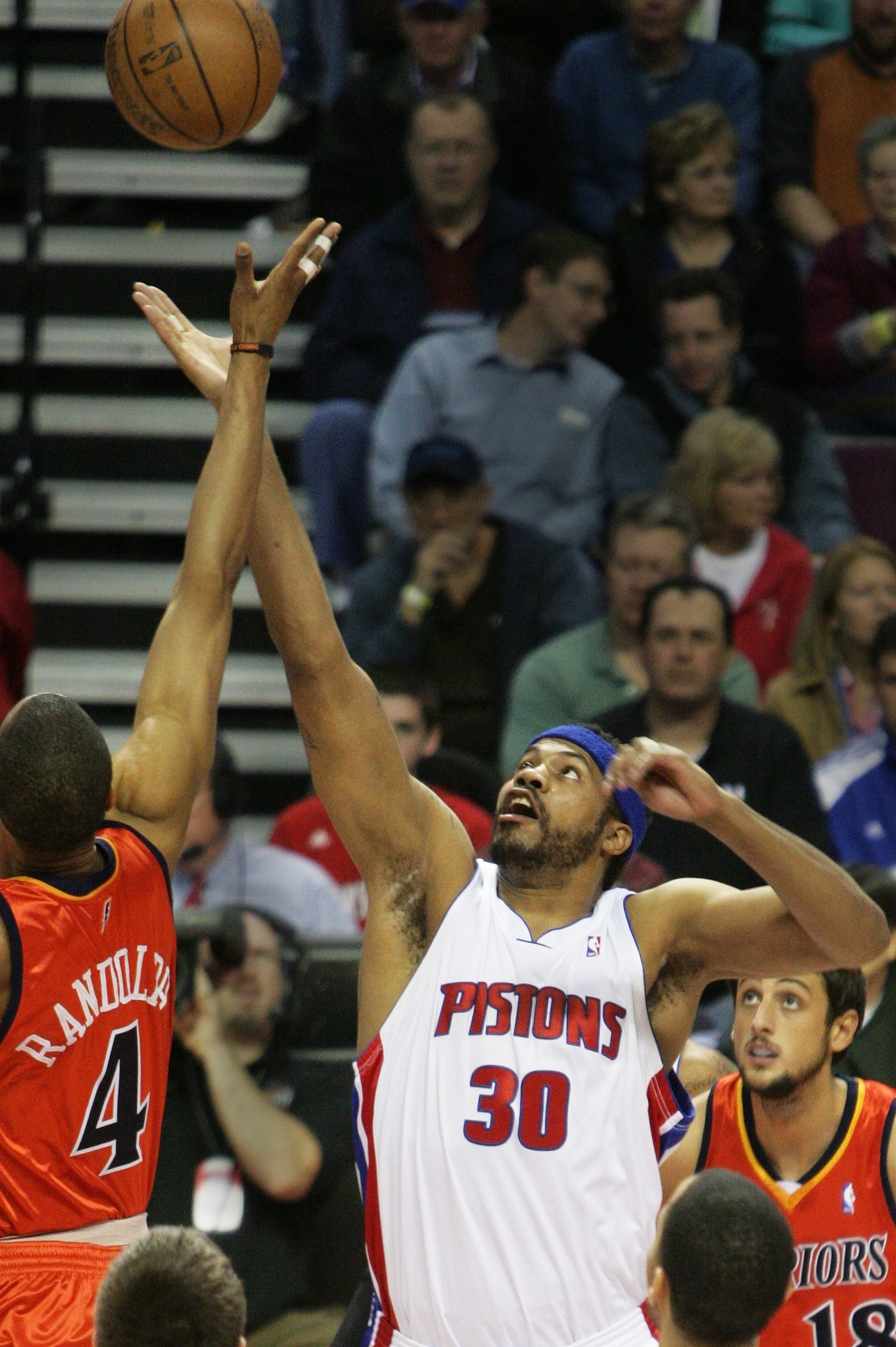
Wallace im Trikot der Pistons

Die NBA-Saison 2004/05 begann gut für die Pistons und sie schafften es erneut in die Playoffs. Nachdem man die Pacers bereits in der zweiten Runde eliminieren konnte, standen die Pistons der Miami Heat in den Eastern Conference Finals gegenüber. Nachdem die Pistons zurückfielen, garantierte Wallace erneut, dass sie gewinnen würden und er behielt recht. Nach sieben Spielen, in denen er im Schnitt 50 % seiner Würfe traf und 14,5 Punkte im Schnitt erzielte, setzten sich die Pistons durch. Nach dem fünften Spiel der NBA Finals wurde Wallace heftig kritisiert, da er Robert Horry von den San Antonio Spurs für den spielentscheidenden Dreipunktewurf alleine ließ. Nach sieben Spielen konnten die Spurs die NBA-Meisterschaft für sich entscheiden. In der folgenden Saison konnten die Pistons 64 Siege für sich verbuchen. Das Team aus Detroit konnte sich in der ersten Runde nach fünf Spielen gegen die Milwaukee Bucks und in der zweiten Runde nach sieben Spielen gegen die Cleveland Cavaliers und deren Superstar LeBron James durchsetzen. In den Eastern Conference Finals traf man erneut auf die Miami Heat, doch diesmal konnte sich die Mannschaft aus Miami durchsetzen und in weiterer Folge ihre erste NBA-Meisterschaft erringen.
In den folgenden drei Saisonen fiel Wallace' Punkteschnitt auf 12 Punkte pro Partie und die Pistons schafften es zwar regelmäßig in die Playoffs, doch Jahr um Jahr mussten sie sich früher und früher geschlagen geben. Wallace wurde 2006 und 2008 zum NBA All-Star ernannt. 2008 flogen die Pistons zum dritten Jahr in Folge in den Eastern Conference Finals aus den Playoffs, diesmal nach sechs Spielen gegen die Boston Celtics. Nach dem letzten und entscheidenden Spiel sagte Wallace es wäre vorbei ("It's over, man."). Wallace wechselte nach den Playoffs zurück zu seiner alten Trikotnummer 30. Am Anfang der NBA-Saison 2008/09 wurde Chauncey Billups von den Pistons zu den Denver Nuggets geschickt und die Pistons bekamen dafür Verstärkung in Form von Allen Iverson, der sich jedoch nie so ganz in die Mannschaft integrieren konnte. Nach der Saison entschieden sich Wallace und die Pistons in Zukunft getrennte Wege zu gehen.

### Boston Celtics (2009 bis 2010)
Am 5. Juli 2009 wechselte Rasheed Wallace zu den Boston Celtics, wo er einen Dreijahresvertrag unterschrieb. Nach der Niederlage gegen die Los Angeles Lakers in den NBA Finals 2010 beendete er schließlich zunächst nach 15 Jahren seine Karriere. Am 10. August wurde der Vertrag zwischen ihm und den Celtics offiziell aufgelöst.

### New York Knicks (2012 bis 2013)
Bereits im Laufe der Saison 2011/2012 mehrten sich die Gerüchte, dass Wallace wieder in den aktiven Sport zurückkehren möchte. Über den Sommer 2012 arbeitete er mit privaten Coaches und brachte sich wieder in Form und absolvierte den Medizin-Check bei den New York Knicks. Am 3. Oktober 2012 unterschrieb er schließlich einen Vertrag bei den Knicks. Er verletzte sich am 13. Dezember 2012 in einem Spiel gegen die Los Angeles Lakers und musste zwei Monate aussetzen. Zunächst wollte Wallace im Januar 2013 erneut ins Spielgeschehen eingreifen, doch auf Grund weiterer Verletzungen verzögerte sich sein Comeback. Mitte April wurde Wallace zum ersten Mal nach seiner Verletzung wieder eingesetzt und kam zwei Minuten zum Einsatz. Zwei Tage später gab Wallace überraschend sein erneutes Karriereende bekannt, da er aufgrund der Verletzungen nicht wieder fit werden könne und so dem Team keine Hilfe bei den anstehenden Playoffs sein kann.

## Trainerkarriere
Nach dem Ende seiner aktiven Karriere gab Wallace bekannt, in Zukunft als Trainer im Bereich Basketball arbeiten zu wollen. Er nahm daraufhin ein Angebot der Detroit Pistons an, bei seinem ehemaligen Team als Assistenztrainer zu arbeiten. Das Engagement endete jedoch nach nur einer Saison.
Seit 2019 ist Wallace als Trainer an der Charles E. Jordan High School in Durham, North Carolina tätig.